# Äquifinalität
Die Äquifinalität bezeichnet eine allgemeine Eigenschaft offener Systeme, sofern diese einem Fließgleichgewicht zustreben. Der Begriff geht auf die theoretischen Biologen Hans Driesch und Ludwig von Bertalanffy zurück.

## Zur Beschreibung der Äquifinalität in geschlossenen und offenen Systemen
Während in geschlossenen Systemen im Allgemeinen eine eindeutige Abhängigkeit zwischen Anfangsbedingungen und Endzustand besteht, z. B. in einem chemischen Gleichgewicht die Endkonzentrationen eindeutig von den Anfangskonzentrationen abhängen, kann bei offenen Systemen der gleiche Endzustand von verschiedenen Anfangsbedingungen aus erreicht werden.
Das gilt besonders auch bei Lebewesen. Ein berühmtes Beispiel, das seinerzeit entscheidenden Anlass für die Herausbildung des Neovitalismus durch Hans Driesch war, ist die embryonale Regulation:
- Das gleiche Endprodukt eine typische Larve – etwa des Seeigels – kann entstehen aus einem vollständigen normalen Keim (Morula-Stadium) oder aus der Hälfte eines experimentell geteilten Keimes oder aus zwei verschmolzenen Keimen. Dabei kann der Mechanismus der Formbildung (wie Reihenfolge der Prozesse) stark variieren.

## Zur Beschreibung bei Wachstumsvorgängen
Ähnliches gilt für Wachstumsvorgänge, da z. B. die gleiche arteigene Endgröße von verschiedenen Anfangsgrößen aus bei Individuen unterschiedlichen Geburtsgewichts aus Würfen mit großer und kleiner Individuenzahl oder nach zeitweiliger Unterdrückung des Wachstums durch unzulängliche Ernährung erreicht wird.
Ebenso stellt sich in kontinuierlicher Kultur von Mikroorganismen unabhängig von der Anfangskonzentration der Mikroorganismen nur in Abhängigkeit von Nährstoffzufuhr und Verdünnungsrate eine bestimmte Populationsdichte ein.
Da das Fließgleichgewicht nicht durch die Anfangsbedingungen und nicht durch die Konzentrationen und die Bedingungen zu irgendeinem anderen Zeitpunkt, in dem das System dem Fließgleichgewicht zustrebt, sondern nur durch die Systemparameter der Reaktionen und Transportvorgänge determiniert ist, verhalten sich derartige Systeme allgemein äquifinal.
Siehe auch: Vitalismus, Organismus